# العلاقات الإستونية الليختنشتانية
العلاقات الإستونية الليختنشتانية هي العلاقات الثنائية التي تجمع بين إستونيا وليختنشتاين.

## مقارنة بين البلدين
هذه مقارنة عامة ومرجعية للدولتين:
| وجه المقارنة                                              | إستونيا                                                                             | ليختنشتاين                                 |
| --------------------------------------------------------- | ----------------------------------------------------------------------------------- | ------------------------------------------ |
| المساحة (كم2)                                             | 45.34 ألف                                                                           | 16                                         |
| عدد السكان (نسمة)                                         | 1.32 مليون                                                                          | 37.47 ألف                                  |
| الكثافة السكانية (ن./كم²)                                 | 29.11                                                                               | 234.19 ألف                                 |
| العاصمة                                                   | تالين                                                                               | فادوتس                                     |
| اللغة الرسمية                                             | اللغة الإستونية                                                                     | اللغة الألمانية                            |
| العملة                                                    | يورو، كرون إستوني، كرون إستوني، المارك الإستوني                                     | فرنك سويسري                                |
| الناتج المحلي الإجمالي (بليون دولار)                      | 25.92 مليار                                                                         | 6.29 مليار                                 |
| الناتج المحلي الإجمالي (تعادل القوة الشرائية) بليون دولار | 38.11 مليار                                                                         |                                            |
| الناتج المحلي الإجمالي الاسمي للفرد دولار أمريكي          | 17.79 ألف                                                                           |                                            |
| الناتج المحلي الإجمالي للفرد دولار أمريكي                 | 28.14 ألف                                                                           |                                            |
| مؤشر التنمية البشرية                                      | 0.871                                                                               | 0.908                                      |
| رمز المكالمات الدولي                                      | +372                                                                                | +423                                       |
| رمز الإنترنت                                              | .ee                                                                                 | .li                                        |
| المنطقة الزمنية                                           | ت ع م+02:00، ت ع م+03:00، توقيت شرق أوروبا، أوروبا/تالين ‏، توقيت شرق أوروبا الصيفي ‏ | توقيت وسط أوروبا، ت ع م+01:00، ت ع م+02:00 |

## منظمات دولية مشتركة
يشترك البلدان في عضوية مجموعة من المنظمات الدولية، منها:
| علم المنظمة | اسم المنظمة                    | تاريخ انضمام إستونيا | تاريخ انضمام ليختنشتاين |
| ----------- | ------------------------------ | -------------------- | ----------------------- |
|             | الاتحاد البريدي العالمي        | ?                    | ?                       |
|             | منظمة حظر الأسلحة الكيميائية   | ?                    | ?                       |
|             | منظمة التجارة العالمية         | ?                    | ?                       |
|             | الأمم المتحدة                  | 17 سبتمبر 1991       | 18 سبتمبر 1990          |
|             | منظمة الشرطة الجنائية الدولية  | ?                    | ?                       |
|             | الوكالة الدولية للطاقة الذرية  | 1992                 | ?                       |
|             | الاتحاد الدولي للاتصالات       | 19 مايو 1922         | 25 يوليو 1963           |
|             | مجلس أوروبا                    | ?                    | ?                       |
|             | منظمة الأمن والتعاون في أوروبا | 10 سبتمبر 1991       | 25 يونيو 1973           |

## وصلات خارجية
- موقع وزارة الخارجية الإستونية